# Apoptózis
Apoptózisnak (görögül: απόπτωσις: apo –tól, -től, ptosis – esés; "hulló levelek") a biológia területén a programozott sejthalál egyik változatát nevezzük. Az apoptózis normális fiziológiás válaszreakció specifikus „öngyilkos” szignálokra vagy a „túlélő” szignálok hiányára. Nélküle nem működne az egyedfejlődés mechanizmusa.
A nekrózissal szemben, amely a sejt működésének hirtelen jelentkező és súlyos zavarakor nem programozottan megy végbe, az apoptózis egy sokrétűen szabályozott és ellenőrzött folyamat (pl. a kéz- és lábujjak szétválasztása a fejlődő emberi embrióban az ujjak közötti apoptózisnak köszönhető). Ellentétben a nekrózissal, az apoptózis során apoptotikus testeknek nevezett, sejttörmeléket tartalmazó vezikulumok keletkeznek, melyet a környező sejtek bekebelezhetnek.

## Kutatása

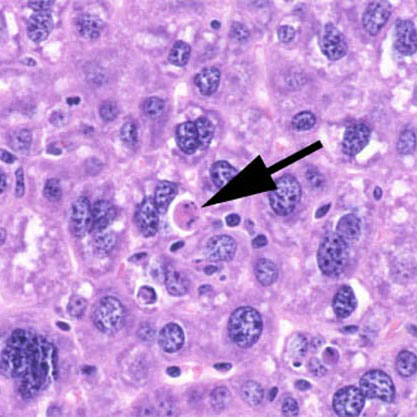
Egy egér májsejtjének apoptózisa. Az elhaló sejt nyíllal jelölve

Az elmúlt évtizedek fontos kutatási területévé vált a programozott sejthalál és főleg ennek egyik formája, az apoptózis mechanizmusának tanulmányozása. A programozott sejthalál fontos szerepet játszik a soksejtű élőlények egyedfejlődésében (ontogenezis) és az immunrendszer működésében. A fiziológiás sejtelhalás nagy része apoptózissal zajlik, de az aktív sejthalálnak, illetve ennek zavarainak a patológiás folyamatok lefolyásában is jelentős szerepe van, például neurodegeneratív kórképek, autoimmun betegségek, AIDS, daganatos megbetegedések esetében.
A folyamat első definíciója és az apoptózis elnevezés két patológus, Kerr és Wyllie nevéhez fűződik, akik in vivo megfigyelték, hogy az elhalt sejtek jellegzetes és egységes morfológiát mutatnak. A természetes sejthalál eme folyamatát egy görög hasonlattal jellemezték, mint "ahogyan a levelek hullanak le a fáról". Ezzel párhuzamosan fejlődésbiológusok (Horvitz, Brenner és Sulston, 2002 Nobel-díj) megfigyelték, hogy egy fonálféreg-faj, Caenorhabditis elegans bizonyos sejtcsoportja „programozottan” elpusztul a fejlődés egy kijelölt időpontjában, és az ennek szabályozásásban részt vevő specifikus géneket is azonosították.

## Az apoptózis feladata

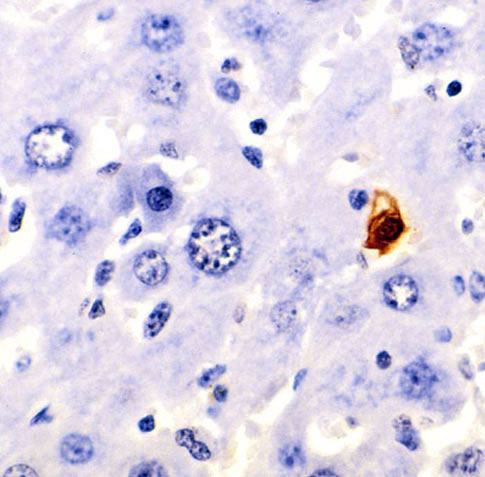
Egy egérből származó máj festett metszete. Jól látszódik az elhaló sejt

### A sejtek elpusztítása
Az apoptózis bekövetkezhet, ha a sejtet olyan károsodás éri, amit nem lehet kijavítani, vagy ha vírussal fertőzött, illetve ha különböző, végzetes stressznek, mint például éhezésnek van kitéve. Más körülmények, így pl. a DNS-t károsító ionizáló sugárzások, kemikáliák, toxinok is előidézhetik a folyamatot, kiváltva a p53 gén expresszióját. A sejthalál utasítása származhat magától az érintett sejttől, jöhet a sejt környezetéből, illetve az immunrendszer sejtjeitől. Az utóbbi esetben a folyamat célja a fertőzött sejt elpusztítása, s így a kórokozó terjedésének meggátolása.
A sejthalál fontos feladatot lát el a rákos folyamatok megakadályozásában. Ha a sejt nem képes az apoptózisra, köszönhetően mutációknak, vagy egyéb biológiai gátlásnak, akkor korlátlan szaporodásnak indul, tumort képezhet.

### A sejtszám állandóságának biztosítása
A felnőtt szervezetben a sejtek száma gyakorlatilag állandó szinten van. Ezt az osztódó és az elpusztuló sejtek azonos aránya szabja meg. (A sejtszám felnőtt szervezetben 60 milliárd, ezeknek naponta ezredrésze pusztul el.) Ha egy sejt elpusztul, pótolni kell, a szervezet igyekszik fenntartani a viszonylagos belső egyensúlyt, mind a sejtek száma, mind a szervezet működése (homeosztázis) tekintetében. Az egyensúly azonban felborulhat:
- A sejtek gyorsabban szaporodnak, mint ahogy elpusztulnak. Így kóros sejtburjánzás, daganat képződik. (A szervezetben naponta 100-200 tumorsejt képződik. Ezeket immunológiai és más mechanizmusok (természetes ölősejtek)[13][14] pusztítják el normál körülmények között.)
- A sejtek lassabban osztódnak, mint ahogyan pusztulnak (sorvadás).

Az egyensúlyt a szervezet többlépcsős, bonyolult, jelmolekulákban gazdag folyamatokkal tartja irányítása alatt. A rendszer meghibásodása súlyos problémák forrása lehet.

### Sejtdifferenciáció, fejlődés

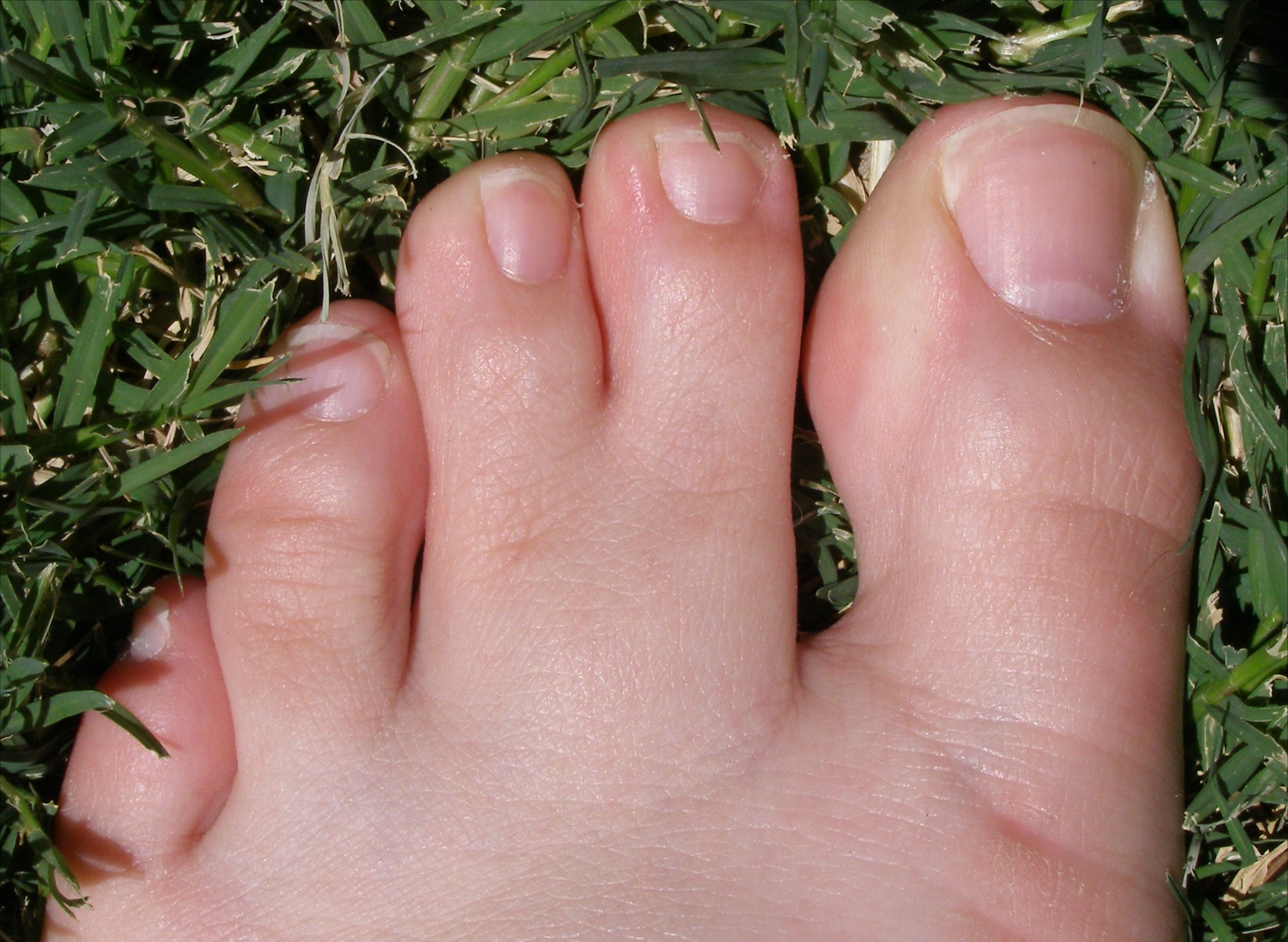
Az apoptózis jelentős sejtdiferenciációs tényező. Hiányában kisebb-nagyobb rendellenességek jelentkezhetnek

Az apoptózis mind a növényi, mind az állati szövetek differenciálódásának alapvető részét képezi. Régóta sejtették, hogy bizonyos alacsonyabbrendű, gerinctelen állatokban a programozott sejthalál fontos szerepet játszik az egyedfejlődés során (mint például a lepkehernyók teljes átalakulása vagy egyéb metamorfikus kifejlési modellek lezajlása esetén). Később egyértelművé vált, hogy a magasabbrendű szervezet fejlődése során a sejtelhalás különböző szervek, szervrendszerek, testrészek kialakulásához vezet, ezen kívül a fejlődés bizonyos szakaszában funkcionáló azon struktúrák eltüntetésében vesz részt, melyekre a továbbiakban már nincs szükség. A kifejlett szervezetben is tovább folytatódik bizonyos sejttípusok folyamatos elhalása. Például az emberi szervezetben is percenként sejtek milliói halnak el, illetve újonnan születő sejtekre cserélődnek le. Különösen élénk ez a sejtcsere a bélnyálkahártyában és a csontvelőben.

### Immunreakció
Az immunrendszer kialakulásában és működésében is vitathatatlan az apoptózis fontossága.
A T- és B limfociták fejlődése az emberi szervezetben komplex folyamat. Az állandóan megújuló limfocita készlet folyamatos kialakulása során létrejönnek funkcióképtelen vagy autoagresszív klónok is, melyeknek eltávolítása a funkcionális repertoár hatékony működése szempontjából alapvető fontosságú. Ezen klónok elpusztulása szintén az apoptózis mechanizmusával megy végbe, így a szervezet megakadályozza a saját sejtjei ellen fellépő autoimmun reakciókat.
A citotoxikus T-sejtek képesek a sejtek apoptózisának a beindítására. Először pórust nyitnak a sejtmembránon, majd jelmolekulák szekréciójával beindítják a sejthalál lépéseit.

## Az apoptózis folyamata
Az apoptózist sejtszignálok indítják be és vezérlik. Ezen szignálok lehetnek extracelluláris, és intracelluláris molekulák. Az utóbbiak lehetnek: hormonok, növekedési faktorok, cytokinek, illetve nitrogén-monoxid is.
A belső folyamat a sejtben felszabadult vegyületek hatására indul be. Ezt előidézheti: sugárzás, magas hőmérséklet, vírusfertőzés. A halálutak lejátszódásának feltétele, hogy a jelmolekula kötődjön receptorához. Összegezve elmondható, hogy létezik:
- Intrinszik, azaz belső, mitokondriális útvonal
- Extrinszik, azaz külső, a halál szignálok, ligandok bekötődése a sejtmembrán receptoraira indukálta útvonal

### Az intrinszik, mitokondriális útvonal

A mitokondriális útvonal

A mitokondrium létfontosságú sejtalkotó a többsejtes élőlényekben, hiszen a biológiai oxidáció több lépése zajlik itt. Apoptózist kiváltó fehérjék különböző módon hathatnak a mitokondriumra. Előidézhetik a csatornáik nyílását, illetve a membrán permeabilitásának a megváltoztatásával elérhetik, hogy a sejthalálban résztvevő, a kaszpázokat aktiváló molekulák (például citokróm-c, SMAC-ok) kifolyjanak a sejtorganellumból. Az utóbbi időben több bizonyíték is alátámasztja, hogy a nitrogén-monoxid (NO) a membránpotenciál módosításával megváltoztatja a mitokondrium membránjának a permeabilitását.
Egyes mitokondriális fehérjék, amiket SMAC gyűjtőnéven is ismerünk a cytoplazmába ürítődnek. A SMAC-ok kötődnek az apoptózist gátló proteinekkel (IAP-okkal, inhibitor of apoptosis proteins), gátolják őket a működésükben, így az apoptózis tovább folytatódhat.
A sejthalált gátló és a membránpermeabilitást szabályozó fehérjecsaládba tartoznak a Bcl-2 típusú fehérjék. Ezen proteinek nem csak az apoptózis beindulását gátolják, de néhányuk a már elindult folyamatot is leállíthatja.
Alapállapotban a Bcl2 és Bcl-xL fehérjék a mitokondriumok külső falában gátolják a citokróm c kiáramlást egy ioncsatornára hatva. Sejtkárosodás hatására azonban a pro-apoptotikus Bax fehérje gátolja a Bcl-2, és a Bcl-xL fehérjéket, így felszabadul a Citokróm-C, ami az Apaf-1 (apoptotic protease activating factor-1) fehérjével kapcsolódva apoptoszómákat képez. Az apoptoszómák aktiválják a Kaszpáz-9 nevű fehérjét, ami viszont aktiválja a Kaszpáz-7-et, és 3-at. A kaszpáz 7 és 3 úgynevezett kivégző kaszpázok: képesek a sejt fehérjéinek a hasítására, proteolízisre.
A Citokróm-C és a SMAC-ok végső soron a kaszpázokat aktiválják.

### Extrinszik, halál ligandok indukálta útvonal

A külső útvonal sematikus ábrája. A Fas ligand bekötődik a Fas-receptorba és elindítja a sejthalált

Az extrinszik útvonal legfontosabb összetevői az emlősökből izolált TNF-α (tumornekrózis-faktor) és Fas receptorba bekötődnek a receptorhoz hasonló nevű, a sejthalált elindító jelmolekulák. Mindkét receptor a TNFR receptorcsaládba tartozik.
A TNF ligandot (a receptorba bekötő fehérjét) a makrofágok termelik. A humán sejtek kettő TNF receptorral rendelkeznek: TNF-R1-gyel, és TNF-R2-vel.
A Fas receptor (amit CD95-ként is ismerünk) köti a Fas ligandot (FasL).
A Fas-ligand akárcsak a TNF, aktiválja a Kaszpáz-8 nevű fehérjét, ami aktiválja a kivégző Kaszpáz-3-at és a mitokondriális útvonalat is.

### Jellegzetességei
Habár a két folyamat különböző, egyben közös: a végső feladat a kaszpázoké. Az apoptózist jellegzetes változások kísérik, amelyek nyomonkövethetőek a sejteken:
- A kromatin kondenzálódik (összetömörödik) és a sejtmaghártyához tapad
- A citoplazma sejtmembrán hasadás nélkül zsugorodik
- Sejtmembrán és sejtmaghártya „blebbing”
- A sejt membránnal határolt csomagokba kerül, majd fagocitálódik (A foszfatidilszerin a sejthártya belsejéből kívülre kerül és ligandként szolgál a fagocitózist végző sejteknek)
- A sejt nem ömlik ki, nincs gyulladás (A fagocitózist végző sejtek gyulladást gátló citokineket[24] szekretálnak, mint például az IL-10-et és a TGF-B-t.)

## Funkcióvesztés
Mint ahogy látható, az apoptózis bonyolult, többlépcsős folyamat, így valamelyik rész meghibásodása az apoptózis hajlamának elvesztését eredményezheti.

### p53 degeneráció
A p53, akárcsak a retinoblasztóma (Rb) tumor-szupresszor protein a sejtciklus G1/S1 fázisát ellenőrzi. Ha a DNS hibás, a p53 fehérje leválik az MDM-2-ről (foszforizálódik), kötődik a p21 gén promóteréhez, és így beindítja annak transzkripcióját. A p21 mRNS-ről leíródó p21 fehérje hozzákötődik a sejtciklus egyik szabályozó proteinjéhez, a ciklinből és ciklin-dependens kinázból álló komplexhez, így meggátolja azok működését, azaz leállítja a sejtciklust.
A p53 gén mindkét kópiájának a mutációja a fehérje funkcióvesztéséhez, és így korlátlan osztódáshoz, tumorok képződéséhez vezet. Az emberi daganatok több mint a felében nincs funkcionáló p53 protein.
Érdekesség, hogy egy genetikailag módosított adenovírus csak p53-at nem tartalmazó sejtekben képes replikálódni, tehát hatékony eszköz lehet rákos sejtek szelektív elpusztítására.

### Virális fertőzés, tumorképződés
Egyes vírusok igen hatékony módszereket fejlesztettek ki, hogy meggátolják az általuk megfertőzött sejt apoptózisát.
A humán papillóma vírus (HPV) bizonyos típusai méhnyakrákot okoznak. A vírus kódol egy fehérjét (E6), ami megköti és inaktiválja az apoptózist indukáló p53 fehérjét. Az adenovírus eredetű E1B-55K, és a hepatitis-B vírusból származó HBx protein is a p53 fehérjét veszi célba: hozzákötődik, így az nem képes a funkcióját betölteni. Az Epstein-Barr Vírus a mononucleosis infectiosa és bizonyos limfómák okozója egy Bcl-2-höz hasonló anti-apoptótikus fehérjét kódol, míg egy másik fehérjéje serkenti a fertőzött sejt saját Bcl-2 termelését, gátolva a sejt öngyilkosságát. Bizonyos B-sejtes leukémiák és limfómák is a Bcl-2 termelését fokozzák, akárcsak a myxoma vírus M-T2 fehérjéje. A melanóma (a legveszélyesebb bőrrák) sejtek az Apaf-1 expreszióját (kifejeződését) gátolják. Egyes tüdő- és vastagbéldaganatok sejtjei egy FasL-hez kötődő és azt inaktiváló fehérjét választanak ki, ezért a citotoxikus T sejtek (CTL) nem képesek bennük apoptózist indukálni. Más rákos sejtek FasL-t termelnek, amely a citotoxikus T sejtek Fas receptorához kapcsolódik, és apoptózist indukál a citotoxikus T sejtekben.